# جيم هيرمان
جيم هيرمان (بالإنجليزية: Jim Herman)‏ هو لاعب غولف أمريكي، ولد في 5 نوفمبر 1977 في سينسيناتي في الولايات المتحدة.

## وصلات خارجية
- جيم هيرمان على موقع رابطة لاعبي الغولف المحترفين (الإنجليزية)
- جيم هيرمان على موقع التصنيف العالمي الرسمي للغولف (الإنجليزية)